# Danh sách loài nhện trong họ Hersiliidae
Đây là danh sách liệt kê các loài nhện trong họ Hersiliidae.

## Deltshevia
Deltshevia Marusik & Fet, 2009
- Deltshevia danovi Marusik & Fet, 2009
- Deltshevia gromovi Marusik & Fet, 2009

## Duninia
Duninia Marusik & Fet, 2009
- Duninia baehrae Marusik & Fet, 2009
- Duninia rhemisae Marusik & Fet, 2009

## Hersilia
Hersilia Audouin, 1826
- Hersilia albicomis Simon, 1887
- Hersilia albinota Baehr & Baehr, 1993
- Hersilia albomaculata Wang & Yin, 1985
- Hersilia aldabrensis Foord & Dippenaar-Schoeman, 2006
- Hersilia alluaudi Berland, 1919
- Hersilia arborea Lawrence, 1928
- Hersilia asiatica Song & Zheng, 1982
- Hersilia australiensis Baehr & Baehr, 1987
- Hersilia baforti Benoit, 1967
- Hersilia baliensis Baehr & Baehr, 1993
- Hersilia bifurcata Baehr & Baehr, 1998
- Hersilia bubi Foord & Dippenaar-Schoeman, 2006
- Hersilia carobi Foord & Dippenaar-Schoeman, 2006
- Hersilia caudata Audouin, 1826
- Hersilia clarki Benoit, 1967
- Hersilia clypealis Baehr & Baehr, 1993
- Hersilia deelemanae Baehr & Baehr, 1993
- Hersilia eloetsensis Foord & Dippenaar-Schoeman, 2006
- Hersilia facialis Baehr & Baehr, 1993
- Hersilia feai Baehr & Baehr, 1993
- Hersilia flagellifera Baehr & Baehr, 1993
- Hersilia furcata Foord & Dippenaar-Schoeman, 2006
- Hersilia hildebrandti Karsch, 1878
- Hersilia igiti Foord & Dippenaar-Schoeman, 2006
- Hersilia impressifrons Baehr & Baehr, 1993
- Hersilia incompta Benoit, 1971
- Hersilia insulana Strand, 1907
- Hersilia jajat Rheims & Brescovit, 2004
- Hersilia kerekot Rheims & Brescovit, 2004
- Hersilia kinabaluensis Baehr & Baehr, 1993
- Hersilia lelabah Rheims & Brescovit, 2004
- Hersilia longbottomi Baehr & Baehr, 1998
- Hersilia madagascariensis (Wunderlich, 2004)
- Hersilia madang Baehr & Baehr, 1993
- Hersilia mainae Baehr & Baehr, 1995
- Hersilia martensi Baehr & Baehr, 1993
- Hersilia mboszi Foord & Dippenaar-Schoeman, 2006
- Hersilia mimbi Baehr & Baehr, 1993
- Hersilia mjoebergi Baehr & Baehr, 1993
- Hersilia moheliensis Foord & Dippenaar-Schoeman, 2006
- Hersilia montana Chen, 2007
- Hersilia mowomogbe Foord & Dippenaar-Schoeman, 2006
- Hersilia nentwigi Baehr & Baehr, 1993
- Hersilia nepalensis Baehr & Baehr, 1993
- Hersilia novaeguineae Baehr & Baehr, 1993
- Hersilia occidentalis Simon, 1907
- Hersilia okinawaensis Tanikawa, 1999
- Hersilia pectinata Thorell, 1895
- Hersilia pungwensis Tucker, 1920
- Hersilia sagitta Foord & Dippenaar-Schoeman, 2006
- Hersilia savignyi Lucas, 1836
- Hersilia scrupulosa Foord & Dippenaar-Schoeman, 2006
- Hersilia selempoi Foord & Dippenaar-Schoeman, 2006
- Hersilia sericea Pocock, 1898
- Hersilia setifrons Lawrence, 1928
- Hersilia sigillata Benoit, 1967
- Hersilia simplicipalpis Baehr & Baehr, 1993
- Hersilia striata Wang & Yin, 1985
- Hersilia sumatrana (Thorell, 1890)
- Hersilia sundaica Baehr & Baehr, 1993
- Hersilia taita Foord & Dippenaar-Schoeman, 2006
- Hersilia taiwanensis Chen, 2007
- Hersilia tamatavensis Foord & Dippenaar-Schoeman, 2006
- Hersilia tenuifurcata Baehr & Baehr, 1998
- Hersilia tibialis Baehr & Baehr, 1993
- Hersilia vanmoli Benoit, 1971
- Hersilia vicina Baehr & Baehr, 1993
- Hersilia vinsoni Lucas, 1869
- Hersilia wellswebberae Baehr & Baehr, 1998
- Hersilia wraniki Rheims, Brescovit & van Harten, 2004
- Hersilia yaeyamaensis Tanikawa, 1999
- Hersilia yunnanensis Wang, Song & Qiu, 1993

## Hersiliola
Hersiliola Thorell, 1870
- Hersiliola afghanica Roewer, 1960
- Hersiliola esyunini Marusik & Fet, 2009
- Hersiliola foordi Marusik & Fet, 2009
- Hersiliola lindbergi Marusik & Fet, 2009
- Hersiliola macullulata (Dufour, 1831)
- Hersiliola simoni (O. P.-Cambridge, 1872)
- Hersiliola sternbergsi Marusik & Fet, 2009
- Hersiliola versicolor (Blackwall, 1865)
- Hersiliola xinjiangensis (Liang & Wang, 1989)

## Iviraiva
Iviraiva Rheims & Brescovit, 2004
- Iviraiva argentina (Mello-Leitão, 1942)
- Iviraiva pachyura (Mello-Leitão, 1935)

## Murricia
Murricia Simon, 1882
- Murricia cornuta Baehr & Baehr, 1993
- Murricia crinifera Baehr & Baehr, 1993
- Murricia triangularis Baehr & Baehr, 1993
- Murricia uva Foord, 2008

## Neotama
Neotama Baehr & Baehr, 1993
- Neotama corticola (Lawrence, 1937)
- Neotama cunhabebe Rheims & Brescovit, 2004
- Neotama forcipata (F. O. P.-Cambridge, 1902)
- Neotama longimana Baehr & Baehr, 1993
- Neotama mexicana (O. P.-Cambridge, 1893)
- Neotama obatala Rheims & Brescovit, 2004
- Neotama punctigera Baehr & Baehr, 1993
- Neotama rothorum Baehr & Baehr, 1993
- Neotama variata (Pocock, 1899)

## Ovtsharenkoia
Ovtsharenkoia Marusik & Fet, 2009
- Ovtsharenkoia pallida (Kroneberg, 1875)

## Prima
Prima Foord, 2008
- Prima ansieae Foord, 2008

## Promurricia
Promurricia Baehr & Baehr, 1993
- Promurricia depressa Baehr & Baehr, 1993

## Tama
Tama Simon, 1882
- Tama edwardsi (Lucas, 1846)

## Tamopsis
Tamopsis Baehr & Baehr, 1987
- Tamopsis amplithorax Baehr & Baehr, 1987
- Tamopsis arnhemensis Baehr & Baehr, 1987
- Tamopsis brachycauda Baehr & Baehr, 1987
- Tamopsis brevipes Baehr & Baehr, 1987
- Tamopsis brisbanensis Baehr & Baehr, 1987
- Tamopsis centralis Baehr & Baehr, 1987
- Tamopsis circumvidens Baehr & Baehr, 1987
- Tamopsis cooloolensis Baehr & Baehr, 1987
- Tamopsis darlingtoniana Baehr & Baehr, 1987
- Tamopsis daviesae Baehr & Baehr, 1987
- Tamopsis depressa Baehr & Baehr, 1992
- Tamopsis ediacarae Baehr & Baehr, 1988
- Tamopsis eucalypti (Rainbow, 1900)
- Tamopsis facialis Baehr & Baehr, 1993
- Tamopsis fickerti (L. Koch, 1876)
- Tamopsis fitzroyensis Baehr & Baehr, 1987
- Tamopsis floreni Rheims & Brescovit, 2004
- Tamopsis forrestae Baehr & Baehr, 1988
- Tamopsis gibbosa Baehr & Baehr, 1993
- Tamopsis gracilis Baehr & Baehr, 1993
- Tamopsis grayi Baehr & Baehr, 1987
- Tamopsis harveyi Baehr & Baehr, 1993
- Tamopsis hirsti Baehr & Baehr, 1998
- Tamopsis jongi Baehr & Baehr, 1995
- Tamopsis kimberleyana Baehr & Baehr, 1998
- Tamopsis kochi Baehr & Baehr, 1987
- Tamopsis leichhardtiana Baehr & Baehr, 1987
- Tamopsis longbottomi Baehr & Baehr, 1993
- Tamopsis mainae Baehr & Baehr, 1993
- Tamopsis mallee Baehr & Baehr, 1989
- Tamopsis minor Baehr & Baehr, 1998
- Tamopsis nanutarrae Baehr & Baehr, 1989
- Tamopsis occidentalis Baehr & Baehr, 1987
- Tamopsis perthensis Baehr & Baehr, 1987
- Tamopsis petricola Baehr & Baehr, 1995
- Tamopsis piankai Baehr & Baehr, 1993
- Tamopsis platycephala Baehr & Baehr, 1987
- Tamopsis pseudocircumvidens Baehr & Baehr, 1987
- Tamopsis queenslandica Baehr & Baehr, 1987
- Tamopsis raveni Baehr & Baehr, 1987
- Tamopsis reevesbyana Baehr & Baehr, 1987
- Tamopsis riverinae Baehr & Baehr, 1993
- Tamopsis rossi Baehr & Baehr, 1987
- Tamopsis transiens Baehr & Baehr, 1992
- Tamopsis trionix Baehr & Baehr, 1987
- Tamopsis tropica Baehr & Baehr, 1987
- Tamopsis tweedensis Baehr & Baehr, 1987
- Tamopsis warialdae Baehr & Baehr, 1998
- Tamopsis wau Baehr & Baehr, 1993
- Tamopsis weiri Baehr & Baehr, 1995

## Tyrotama
Tyrotama Foord & Dippenaar-Schoeman, 2005
- Tyrotama abyssus Foord & Dippenaar-Schoeman, 2005
- Tyrotama arida (Smithers, 1945)
- Tyrotama australis (Simon, 1893)
- Tyrotama bicava (Smithers, 1945)
- Tyrotama fragilis (Lawrence, 1928)
- Tyrotama incerta (Tucker, 1920)
- Tyrotama soutpansbergensis Foord & Dippenaar-Schoeman, 2005
- Tyrotama taris Foord & Dippenaar-Schoeman, 2005

## Yabisi
Yabisi Rheims & Brescovit, 2004
- Yabisi guaba Rheims & Brescovit, 2004
- Yabisi habanensis (Franganillo, 1936)

## Ypypuera
Ypypuera Rheims & Brescovit, 2004
- Ypypuera crucifera (Vellard, 1924)
- Ypypuera esquisita Rheims & Brescovit, 2004
- Ypypuera vittata (Simon, 1887)